# 阮義忠
阮義忠（1950年7月20日—），是攝影師、作家、出版人、攝影教師、阮義忠攝影人文獎創立者，出生於中華民國台灣省宜蘭縣頭城鎮，攝影作品以人文紀實為主要風格。
阮義忠早期任職《幼獅文藝》編輯，退伍後在《漢聲雜誌》英文版擔任攝影與設計，在1975年擔任電視周刊社《家庭月刊》的攝影，並以筆名「藍率直」參與時報周刊等刊物的攝影拍攝。1977年，阮義忠與袁瑤瑤（作家袁瓊瓊之妹）結婚。
1981年，阮義忠由攝影跨行到電視節目製作，如與雷驤、張照堂、杜可風等人共同參與製作的三台聯播節目《映象之旅》，描述有台灣藝術家的創作、鄉土藝術的發展、台灣原住民生活與城鄉發展的演變。他並曾在陳映真創辦的《人間雜誌》擔任義工，發表攝影作品《阮義忠速寫簿》。
1988年阮義忠創辦阮義忠暗房工作室。 
1990年阮義忠與妻子袁瑤瑤創辦攝影家出版社，1992年創辦中、英文雙語版之《攝影家雜誌》（Photographers International），介紹世界各國之優秀攝影家作品。
1991年阮義忠受邀加入歐洲攝影歷史協會，是該會首位亞洲成員。1995年，阮義忠入選《全球當代攝影家年鑑》。
1999年921大地震後，阮義忠與袁瑤瑤雙雙加入慈濟基金會擔任義工，分別以攝影及文字記錄證嚴法師的慈悲與智慧、慈濟志工的大愛與付出。
阮義忠曾在法國、美國、墨西哥、立陶宛、瑞典、中國、香港、澳門、台灣舉辦個展。作品被巴黎現代藝術博物館等著名機構收藏。
自1988年起於台北藝術大學美術系授課，2005年起擔任魯迅美術學院客座教授，2013年以教授資格自台北藝術大學退休，於中國各大城市巡迴講座、開攝影工作坊，著作出版頻繁。
2007年阮義忠獲東元科技文教基金會東元獎人文類獎，得獎評語：「用鏡頭帶著大部分人的眼睛，凝視台灣即將逝去的人文價值，在逐漸物化的環境中，重新喚醒寶貴的記憶。」
2009年獲《南方都市報》評選為全球華人五十位魅力人物之一。
2013年獲頒第一屆全球華人傳媒大獎「攝影文化貢獻獎」。
2015年獲現代傳播集團《生活月刊》「國家精神造就者榮譽」。
2016年成立「阮義忠攝影人文獎」。
2018年於家鄉宜蘭成立阮義忠台灣故事館。
2024年獲頒中華民國行政院文化獎。

## 出版作品

### 著作

#### 攝影集
- 《北埔》
- 《八尺門》
- 《人與土地》
- 《台北謠言》
- 《四季》
- 《手的祕密》
- 《有名人物無名氏》
- 《正方形的鄉愁》
- 《失落的優雅》
- 《尋找希望的種子》
- 《期待希望的新芽》
- 《恆持剎那：隨證嚴法師行腳五年》
- 《人文台灣：阮義忠攝影作品回顧》（上海美術館）
- 《阮義忠・轉捩點：一個時代，一本雜誌，一個人》（廣東美術館）
- 《日本，1982》
- 《想念亞美尼亞》
- 《人與土地：阮義忠經典攝影集》
- 《台北謠言：阮義忠經典攝影集》
- 《正方形的鄉愁：阮義忠經典攝影集》
- 《回家的路上：阮義忠經典攝影集》
- 《回家》（宜蘭美術館）
- 《北埔：阮義忠經典攝影集》
- 《有名人物無名氏：阮義忠經典攝影集》
- 《失落的優雅：阮義忠經典攝影集》
- 《八尺門：阮義忠經典攝影集》
- 《四季：阮義忠經典攝影集》
- 《恆持剎那：阮義忠經典攝影集》
- 《地底的光》攝影集（向曾為台灣經濟付出貢獻的礦工致敬）
- 《馬祖 1979》攝影集
- 《台灣牛與牛墟1975-1984》攝影集

#### 書籍
- 《當代攝影大師》，ISBN 9570328053
- 《當代攝影新銳》
- 《攝影美學七問》，ISBN 9570328037
- 《攝影家西遊記》
- 《面對攝影大師》
- 《人與土地》攝影圖文集
- 《台北謠言》（簡體字版《都市速寫簿》）攝影圖文集
- 《失落的優雅》攝影圖文集
- 《正方形的鄉愁》攝影圖文集
- 《二十位人性見證者》
- 《想見 看見 聽見》散文集
- 《一日一世界：阮義忠的微博生活1》
- 《一步一天地：阮義忠的微博生活2》
- 《行・影不離：阮義忠的旅行手札》
- 《在他鄉》攝影圖文集
- 《雲水讀年》攝影圖文集
- 《未完成的夢：海外畫家訪談錄》
- 《花與淚與河流：亞美尼亞的千年悲歌》
- 《隨師行腳：看見證嚴法師的慈悲與智慧》，珍藏版 EAN 4711225313160，閱讀版 ISBN 9789869310314
- 《讀人讀景》
- 《聽・聞：黑膠年代與咖啡歲月》
- 《心靈的獨白》（我的插畫時光：1968-1976)

#### 其他
- 台視電視劇《秋水長天》片頭照片攝影（1980年)

## 外部連結
- 阮義忠攝影工作坊的Facebook專頁
- 台灣作家作品資料庫——阮義忠 （页面存档备份，存于）